# Гирокотилиды
Гирокотили́ды (лат. Gyrocotyloidea) — отряд паразитических плоских червей (Platyhelminthes). Дефинитивные стадии обитают в химеровых рыбах. Группа насчитывает около десяти видов, которые подразделяют на два рода.

## Строение
Длина взрослых особей составляет 2—20 см. Характерная черта — наличие на заднем конце тела складчатого прикрепительного органа («розетки»), выросты которой охватывают ворсинки кишечника хозяина. Неровные края тела образуют ундулирующую кайму.

## Жизненный цикл
Реконструкция жизненного цикла гирокотилид осложнена особенностями биологии их хозяев — глубоководных химеровых рыб. В связи с этим данные о нём крайне немногочисленны.
Ресничная личинка округлой формы (ликофора), сходно с онкосферой ленточных червей, на заднем конце тела несёт несколько актиновых крючьев (в отличие от шестикрючных личинок цестод, у ликофоры их 5 пар). Предполагают, что ликофора должна заражать какого-то промежуточного хозяина (например, ракообразное), однако экспериментального подтверждения этой гипотезы не найдено.

## Таксономия
Гирокотилид традиционно считают родственными двум другим группам плоских червей — амфилинидам (Amphilinidea) и настоящим ленточным червям (Eucestoda). В настоящее время три эти группы объединяют в составе класса Cestoda. В русской зоологической традиции гирокотилид, вместе с амфилинидами, рассматривали в составе класса Cestodaria.